# Preila

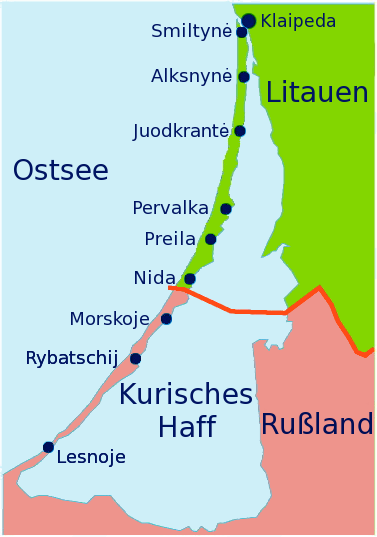
De plaatsen op de Koerse Schoorwal

Preila (Duits: Preil) is een plaats op de Koerse Schoorwal, een landtong die gedeeltelijk tot Litouwen en gedeeltelijk tot Rusland behoort. Preila ligt op het Litouwse deel en behoort, zoals alle Litouwse plaatsen op de landtong (op Smiltynė na), tot de gemeente Neringa. Pervalka ligt 5 kilometer ten noorden en Nida 9 kilometer ten zuiden van Preila. De dichtstbijzijnde grote stad is Klaipėda, 38 kilometer weg.

## Geschiedenis
Het dorp werd kort na 1840 gesticht door vissers uit het plaatsje Nagliai (Duits: Neegeln), dat bedolven raakte onder de wandelende duinen op de Koerse Schoorwal. De dorpelingen braken dat wat te redden was van hun houten huizen af en bouwden ze in Preila opnieuw op. De naam betekent ‘nieuwe nederzetting’. Ook Pervalka is (iets eerder dan Preila) gesticht door uitgeweken bewoners van Nagliai.
In 1849 woonden in Preila 84 mensen. Daarna schommelde het aantal inwoners nogal. In 1864 woonden er 453 mensen, in 1895 133 en in 1923 250. Het dorp vormde één gemeente met Pervalka; deze viel onder de Pruisische Kreis Memel. Tussen 1920 en 1939 was het een deel van het Memelland, dat tussen 1923 en 1939 Litouws was. In 1939 werd het gebied overgedragen aan nazi-Duitsland en in 1945 kwam het onder de Litouwse Socialistische Sovjetrepubliek. De meerderheid van de bevolking, waarvan een groot deel Duitstalig was,  vertrok, al dan niet vrijwillig, naar Duitsland. Hun plaats werd ingenomen door Litouwers.
Vanaf 1947 hoorde het Litouwse deel van de Koerse Schoorwal bij de gemeente Klaipėda. In 1961 werden Alksnynė, Juodkrantė, Pervalka, Preila en Nida samengevoegd tot de gemeente Neringa. In 2001 woonden in Preila 205 mensen; recentere cijfers zijn niet bekend. In het toeristenseizoen verblijven er veel toeristen. Het dorp heeft een aantal pensions, appartementen en vakantiehuisjes.
Preila en Pervalka vormen nog steeds een bestuurlijke eenheid, een seniūnija (stadsdeel) binnen de gemeente Neringa. Ook Juodkrantė is een stadsdeel.

## Bezienswaardigheden
Tussen Pervalka en Preila lag ooit Karvaičiai (Duits: Karwaiten), net als Nagliai een dorp dat onder wandelende duinen bedolven is geraakt. In de jaren 1791-1797 gaven de inwoners hun dorp op en vertrokken naar Nagliai, Juodkrantė en Nida. Nagliai moest vijftig jaar later ook worden opgegeven. De plaats waar ooit Karvaičiai lag, heeft nog steeds de naam Karvaičių kopa (Duin van Karvaičiai). Er staat een gedenkzuil en een houten beeld van de dichter Ludwig Rhesa (1776-1840), die in dat dorp geboren was en een gedicht wijdde aan de ondergang van zijn dorp.
Ten zuiden van Preila ligt het hoogste duin van de Koerse Schoorwal, Vecekrugo kopa (Duin van de Oude Herberg), 67 meter hoog.
Aan de zuidkant van Preila ligt een oud kerkhof.
Een fietspad verbindt Preila met Pervalka in het noorden en Nida in het zuiden.

## Foto’s

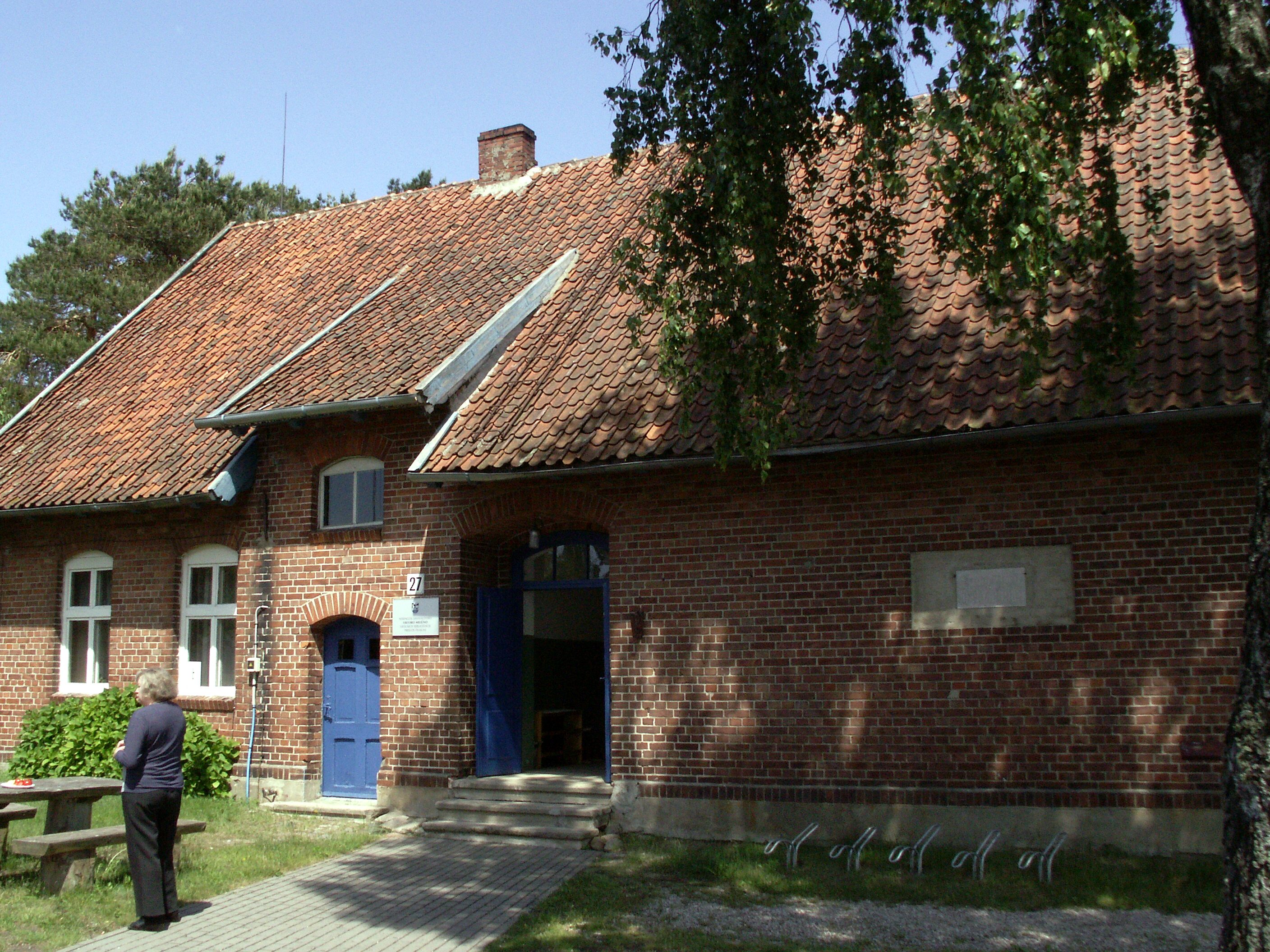
De vroegere school van Preila
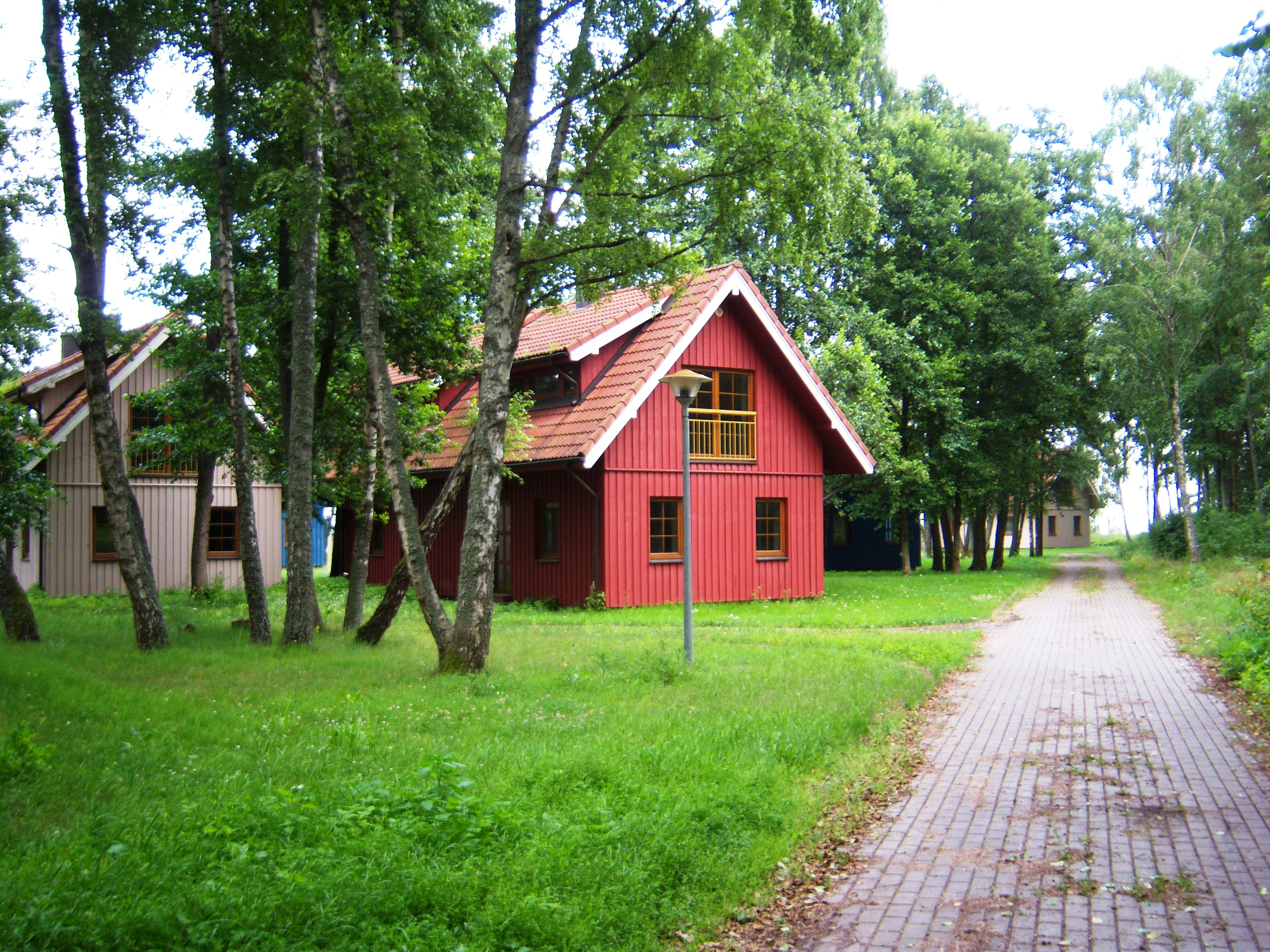
Vakantiehuisjes
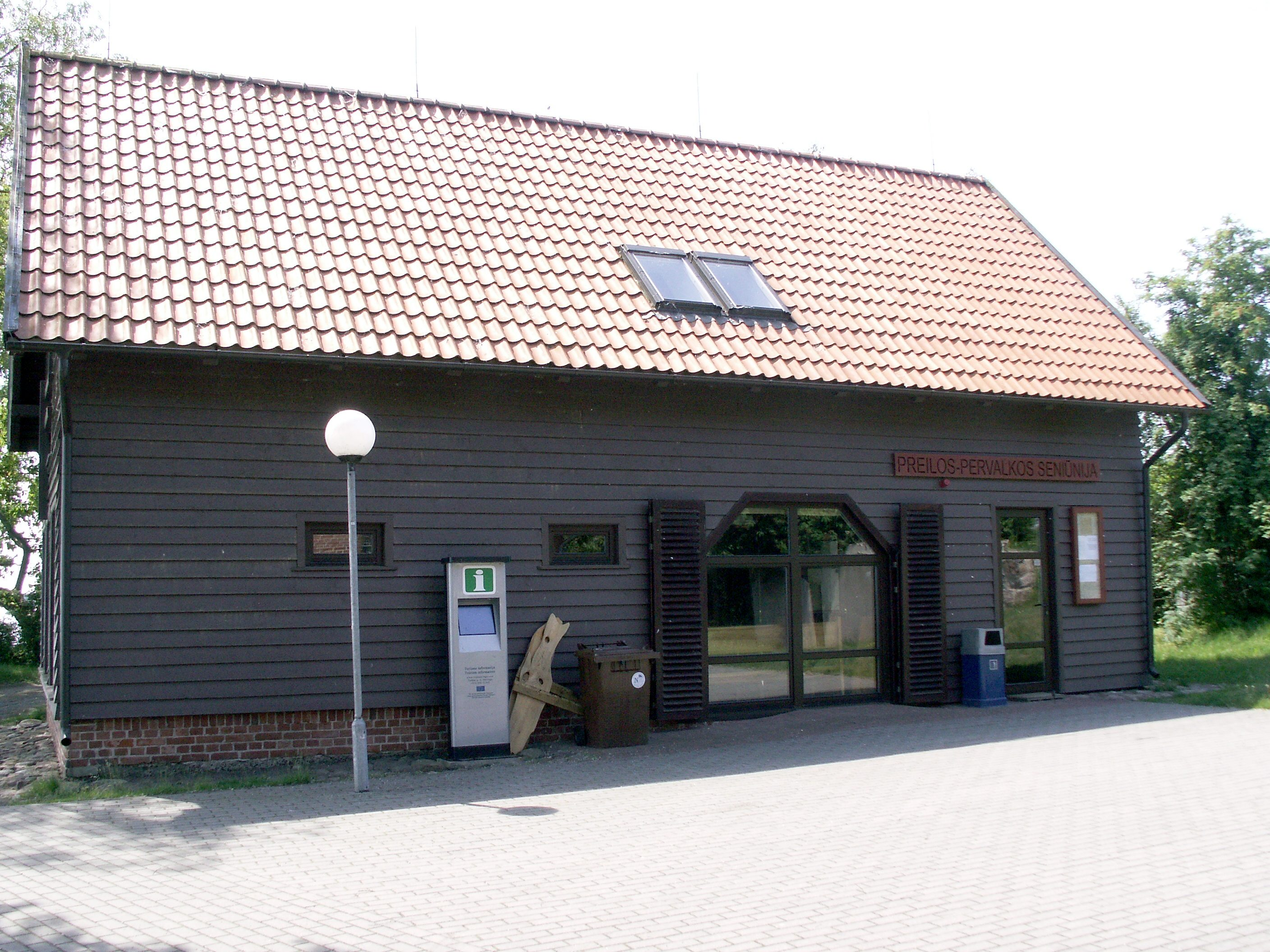
Raadhuis van de deelgemeente Preila-Pervalka
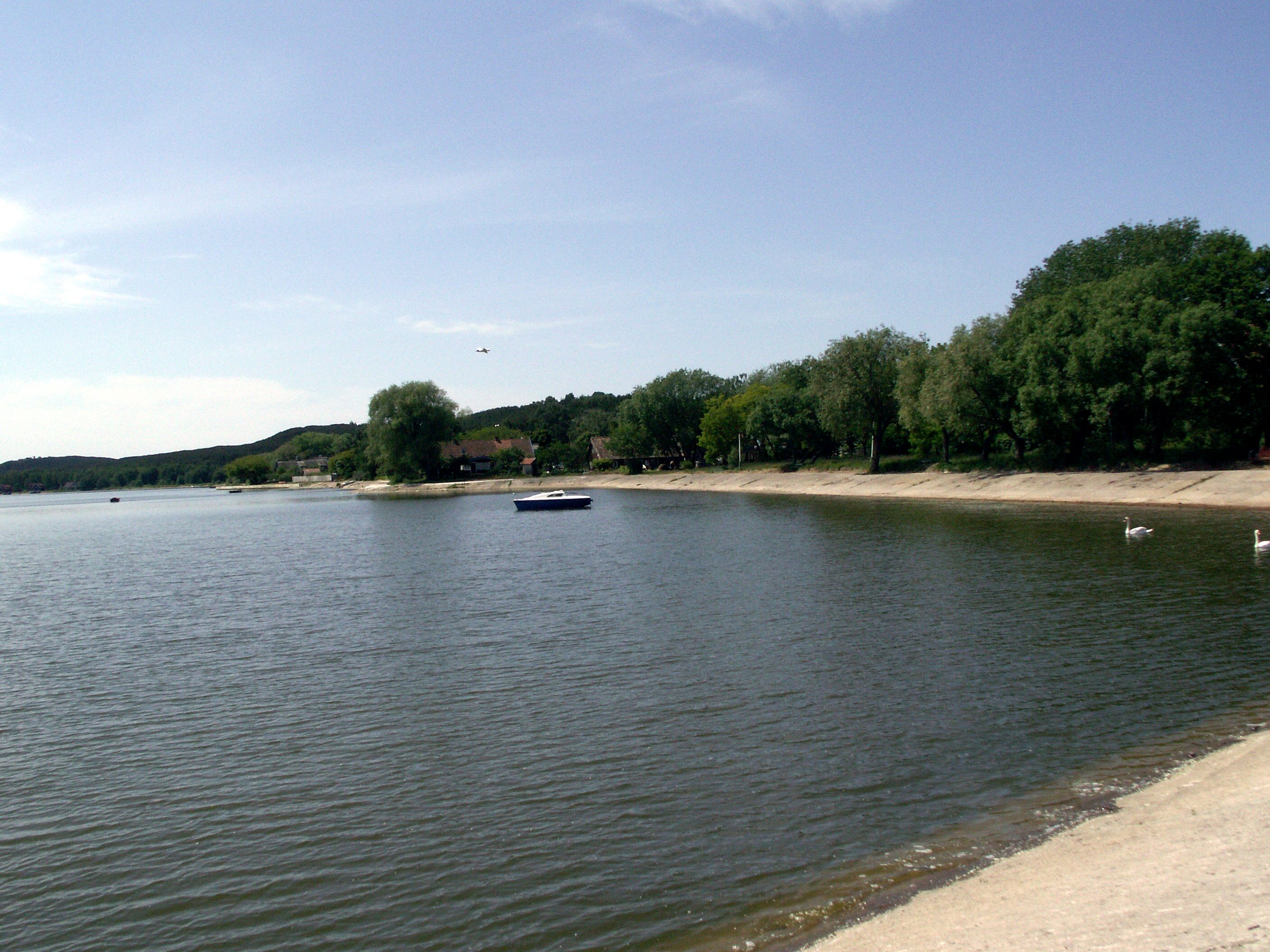
Het Koerse Haf bij Preila
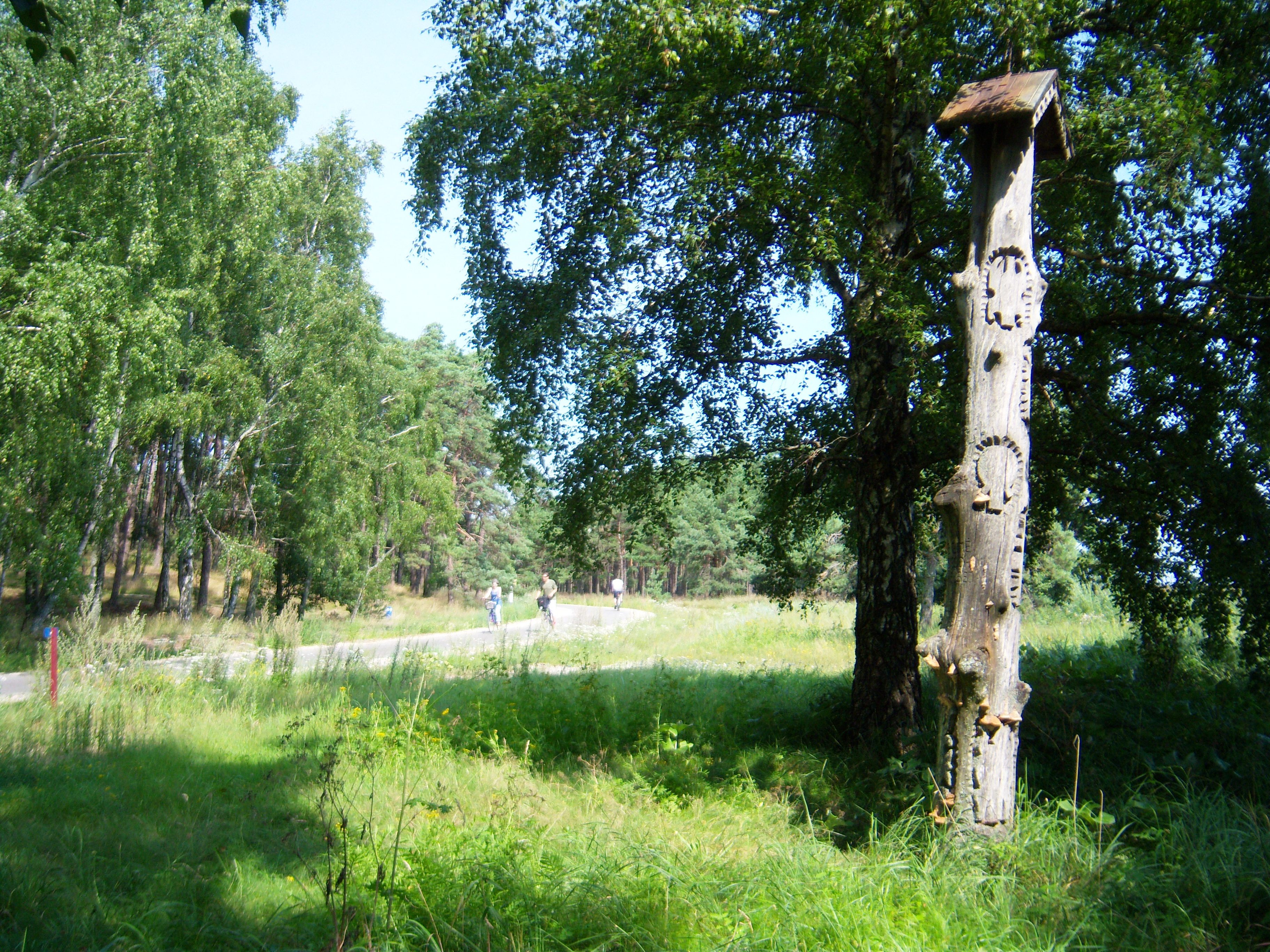
Gedenkzuil voor het verdwenen dorp Karvaičiai
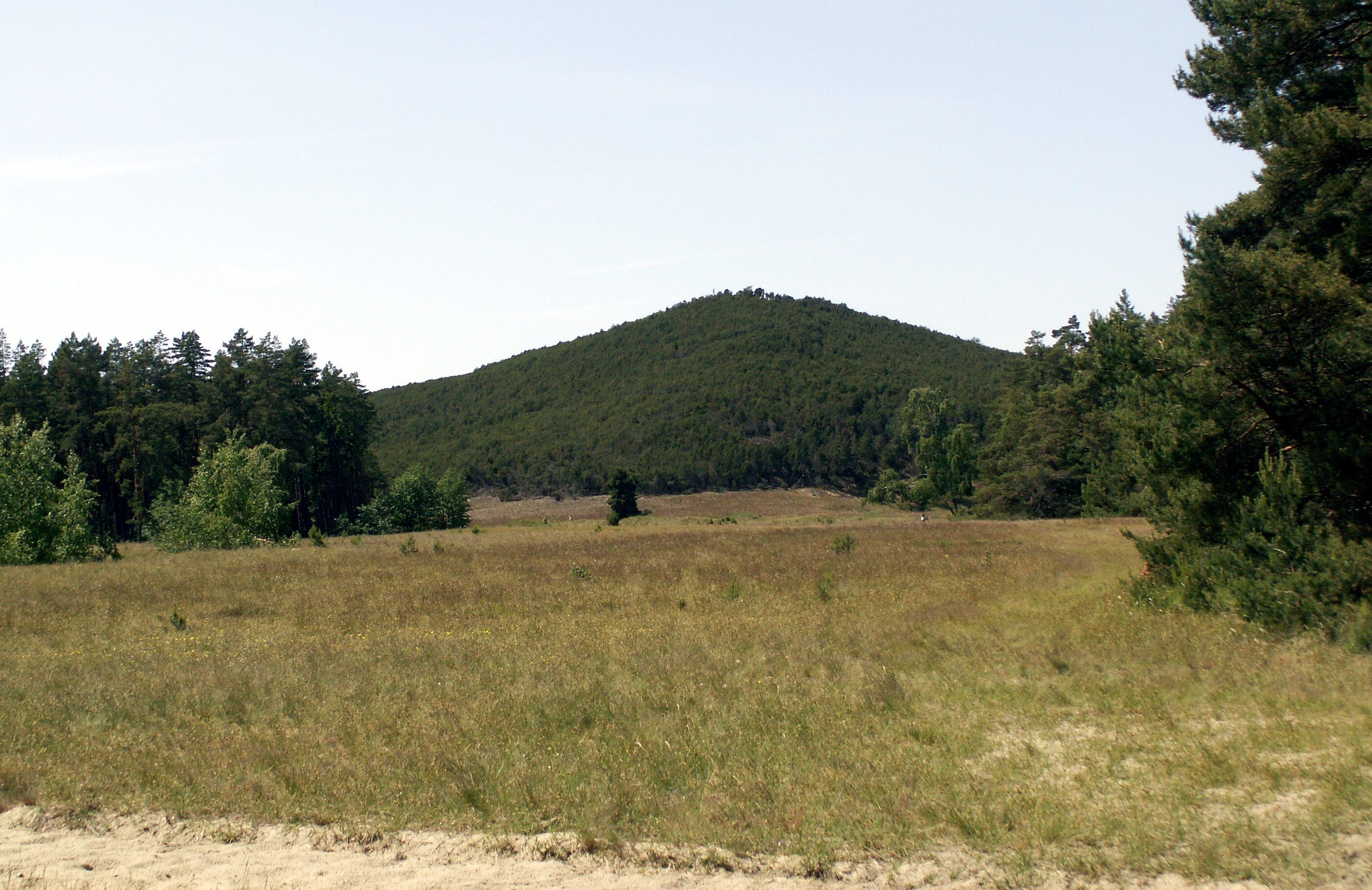
Vecekrugo kopa

Litouwse deel: Smiltynė · Alksnynė · Juodkrantė · Pervalka · Preila · Nida

Russische deel: Morskoje · Rybatsji · Lesnoj